# هاري شوفيل

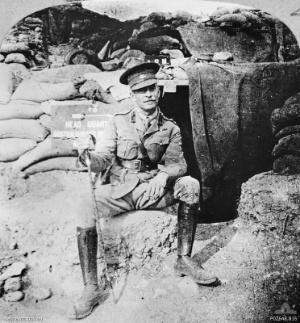
الجنرال شوفيل في معركة جاليبولي

اللواء هنري جورج شوفيل (16 أبريل 1865 - 4 مارس 1945) ( يعرف غالبًا باسم السير هاري شوفيل ) هو ضابط كبير في القوة الإمبراطورية الاسترالية الأولى قاتل في معركة جاليبولي أثناء حملة سيناء وفلسطين في مسرح أحداث الشرق الأوسط خلال الحرب العالمية الأولى.